# Macropelopia japonica
Macropelopia japonica är en tvåvingeart som först beskrevs av Tokunaga 1937.  Macropelopia japonica ingår i släktet Macropelopia och familjen fjädermyggor. Inga underarter finns listade i Catalogue of Life.